# Жуліо Сезар Арана
Джуліо Сезар Арана (ісп. Julio César Arana; 1864, Перу — 1952, Ліма) — перуанський підприємець і політик, один з найуспішніших каучукових баронів свого часу.
В 1880-ті роки контролював землі з заростями гевеї в басейні річки Путамайо, притоці Амазонки, загальною площею 22 тис. км². Для збору латексу використовував рабську працю, для чого звернув в рабство п'ять аборигенних індіанських племен, для приборкання яких створив власну армію.
В результаті розведення гевеї в Південно-Східній Азії на початку ХХ століття та винаходу синтетичного каучуку розорився і помер у злиднях.